# Saulcourt Churchyard Extension
Saulcourt Churchyard Extension is een Britse militaire begraafplaats met gesneuvelden uit de Eerste Wereldoorlog, gelegen in het Franse dorp Guyencourt-Saulcourt in het departement Somme. De begraafplaats sluit aan bij het kerkhof van het dorp. Ze werd ontworpen door Arthur Hutton en heeft de vorm van een rechthoek met een afgesneden hoek en een oppervlakte van 630 m². Aan drie zijden wordt ze omsloten door een natuurstenen muur en aan de kant van het kerkhof door een draadafsluiting. Tussen twee natuurstenen kolommen bevindt zich de toegang die wordt afgesloten door een verplaatsbaar houten hek. In een van de kolommen bevindt zich het registerkastje. Het Cross of Sacrifice staat direct na de toegang.
Er liggen 92 Britten (waaronder 22 niet geïdentificeerde) en 7 Duitsers (waaronder 1 niet geïdentificeerde) begraven.  
De begraafplaats wordt onderhouden door de Commonwealth War Graves Commission.

## Geschiedenis
De begraafplaats werd door Britse troepen in april 1917 aangelegd en met tussenpozen gebruikt tot september 1918. De rijen C en D werden door de Duitsers aangelegd in maart en april 1918 toen het dorp in hun handen was. Het graf van een Amerikaanse soldaat is naar een andere begraafplaats overgebracht en de Duitse uitbreiding (met 319 graven) aan de zuidwestkant van het Britse perk is ook verwijderd. Voor acht Britten werden Special Memorials opgericht omdat zij niet meer gelokaliseerd konden worden en men neemt aan dat ze zich onder naamloze grafzerken bevinden.

## Onderscheiden militairen
- John Harrison, onderluitenant bij het Royal Warwickshire Regiment en R.O.V. Thorp, onderluitenant bij de Northumberland Fusiliers werden onderscheiden met het Military Cross (MC).
- de soldaten G. Scott (dienend bij de King's Own Yorkshire Light Infantry) en Charles John Smith (dienend bij het Northamptonshire Regiment) werden onderscheiden met de Military Medal (MM).